# Tập đoàn quân 25 (Liên bang Nga)
Tập đoàn quân binh chủng hợp thành 25 (tiếng Nga: 25-я общевойсковая армия, ký hiệu OA25) là một đơn vị cấp tập đoàn quân của Lực lượng Mặt đất Nga, thuộc biên chế của Quân khu Trung tâm và được bổ sung thêm các đơn vị xe tăng, pháo binh từ quân khu này.

## Lịch sử
Tập đoàn quân 25 được thành lập ở Viễn Đông vào giữa tháng 5 năm 2023, bao gồm các quân nhân từ các địa phương Buryatia và Irkutsk.. Vào tháng 9 năm 2023, đơn vị được điều động đến lãnh thổ của vùng Luhansk và bắt đầu các hoạt động chiến đấu trên tuyến Svatove-Kreminna.

## Quy mô và tổ chức
Tuy mang danh là một tập đoàn quân, quy mô của đơn vị chỉ khoảng 17 ngàn người với cơ cấu như sau:
- Bộ tư lệnh tập đoàn quân;
- Sư đoàn bộ binh ô tô 67:
  - Trung đoàn xe tăng 19[5];
  - Trung đoàn bộ binh cơ giới 31[6];
  - Trung đoàn bộ binh cơ giới 36[7];
  - Trung đoàn bộ binh cơ giới 37;
- Lữ đoàn bộ binh ô tô độc lập 164;
- Lữ đoàn xe tăng độc lập 11[5];
- Lữ đoàn pháo binh 73;
- Lữ đoàn pháo binh 75[5];
- Trung đoàn đặc nhiệm độc lập 25;
- Lữ đoàn hậu cần độc lập 157;
- Tiểu đoàn chỉ huy 26;
- Tiểu đoàn công binh độc lập 20;
- Tiểu đoàn sửa chữa và phục hồi độc lập 149;
- Trung tâm chỉ huy và tình báo 552;
- Sở chỉ huy phòng không 171;
- Biệt đội RCBZ độc lập 176;
- Đơn vị địa hình 48;
- Đại đội bảo đảm độc lập 963.